# Dobby Dobson
Highland "Dobby" Dobson (Kingston, Jamaica, 5 de julio de 1942-Florida, 21 de julio de 2020) fue un cantante de reggae  y productor discográfico jamaicano.  Apodado «The Loving Pauper» después de una de sus canciones más conocidas.

## Biografía
Dobson comenzó a cantar cuando era estudiante en la Escuela Central Branch en Kingston y en el Kingston College, y participó con éxito en el concurso Vere Johns Opportunity Hour talento como miembro de los crepúsculos.
Comenzó a grabar en la época de ska y rocksteady como miembro de Chuck y Dobby, y The Deltas, Este último junto con Howard Barrett (que más tarde formaron The Paragons). El grupo grabó algunas canciones para Lindon y Sonia Pottinger, con "Cry a Little Cry" de la cabeza de la tabla de RJR, pero pronto se separan, con Dobson continúa grabando para Pottinger. Más tarde pasó a trabajar con Coxsone Dodd y Duke Reid. A pesar de su éxito musical, Dobson mantuvo su trabajo como vendedor y corrector de pruebas para The Jamaican Gleaner. En 1971, grabó "That Wonderful Sound" para Rupie Edwards, que vendió más de 40.000 copias en el Caribe, y fue seguido por el mismo éxito Endlessly", que también fue un éxito menor en el UK Singles Chart.[cita requerida]
Las ventas decepcionantes del álbum de Dobson llevó a entrar en producción, incluyendo The Meditations "1970 Message From The Meditations and Wake Up, así como los primeros trabajos de Barrington Levy. En 1979, Dobson emigró a Nueva York, donde trabajó en el sector inmobiliario, aunque todavía ocasionalmente visita el estudio de grabación y el Reggae Sunsplash y los festivales de Reggae Sumfest. Sigue siendo popular entre los fanes internacionales, y sigue sacando discos.[cita requerida]
Dobson apareció en un documental de 3D teatral 2009, por actores Canadienses y/o cineastas, Tony 'Tex' Watt y Vivita (Frankenpimp, Vixen Highway 2006, Dirty Rock 'n' Roll), llamado, Dobby Dobson: An Interview With Jamaica's Music Ambassador; con el lema: "See The Double-D en 3D".[cita requerida]
El 6 de agosto de 2011, siendo el 49.º aniversario de la independencia del país, el Gobernador General de Jamaica Confiere la Orden de distinción en el rango de oficial (OD) a Dobson, por su contribución a la música reggae y la representación de la cultura jamaicana.[cita requerida]
Falleció en un hospital en Florida el 21 de julio de 2020 a causa de la COVID-19.

## Premios y reconocimientos
- Orden de Distinción, con el rango de Oficial. (2011).[1]

## Discografía
- Wonderful Sound (1977) - Success
- Sweet Dreams (1978) - Federal
- Dobby Dobson (1978) - Gorgon
- Oh God, Are You Satisfied (1978) - United Artists
- Sweet Christmas (197?) - Top Ranking (featuring Ringo)
- Lovers Roots (198?), Success - split with Rupie Edwards
- History For Lovers (1990) - Shelley
- Through The Years (1991) - Studio One
- At Last (1994) - Angella
- Best of Dobby Dobson (1997) - Super Power
- If I Only Had Time (1997) - Angella
- The Vintage Series (2000) - VP
- Greatest Hits - Sonic Sounds
- Lovers Prayer (2005)
- Hide Under The Bed - Innerbeat
- Those Days are Gone
- He Knows My Heart (2007)